# Anteos clorinde
Anteos clorinde, soms sennewitje genoemd, is een vlinder uit de familie van de witjes, de Pieridae.

## Kenmerken
De spanwijdte van de imago bedraagt tussen 7 en 9 cm. De vleugelvorm van deze vlinder doet sterk denken aan de citroenvlinder. De grondkleur is bleekgroen, de kleur verbleekt bij het ouderworden. Op de bovenzijde van de voorvleugel een gele vlek aan de buitenrand. Op elke vleugel bevindt zich in het midden een stip.

## Verspreiding en leefgebied
De soort komt voor in Zuid- en Midden-Amerika en het zuiden van Noord-Amerika, de soort is een sterke vlieger en verschijnt in de rand van haar areaal als trekvlinder. De soort vliegt gedurende het hele jaar in het tropische deel van haar verspreidingsgebied.

## Waardplanten
De waardplant van de Anteos clorinde is Senna spectabilis. De imagines voeden zich bij voorkeur met nectar uit rode en paarse bloemen.

## Ondersoorten
De volgende ondersoorten worden onderscheiden:
- A. clorinde clorinde (Godart, 1824)
- A. clorinde nivifera (Frushstorfer, 1908) in Mexico